# Giro dei Paesi Baschi 2009
Il Giro dei Paesi Baschi 2009, quarantanovesima edizione della corsa e valevole come sesta prova del calendario mondiale UCI 2009, si svolse in sei tappe dall'6 all'11 aprile 2009, per un percorso totale di 812 km. Fu vinto dallo spagnolo Alberto Contador, alla seconda vittoria di fila.

## Tappe
| Tappa  | Data      | Percorso                  | km  | Vincitore di tappa | Leader cl. generale |
| ------ | --------- | ------------------------- | --- | ------------------ | ------------------- |
| 1ª     | 6 aprile  | Ataun > Ataun             | 142 | Luis León Sánchez  | Luis León Sánchez   |
| 2ª     | 7 aprile  | Ataun > Villatuerta       | 169 | Jurij Trofimov     | Luis León Sánchez   |
| 3ª     | 8 aprile  | Villatuerta > Eibar       | 163 | Alberto Contador   | Alberto Contador    |
| 4ª     | 9 aprile  | Eibar > Güeñes            | 152 | Michael Albasini   | Alberto Contador    |
| 5ª     | 10 aprile | Güeñes > Zalla            | 162 | Marco Pinotti      | Alberto Contador    |
| 6ª     | 11 aprile | Zalla (Cron. individuale) | 24  | Alberto Contador   | Alberto Contador    |
| Totale | Totale    | Totale                    | 812 |                    |                     |

## Squadre e corridori partecipanti
| N.    | Cod. | Squadra                 |
| ----- | ---- | ----------------------- |
| 1-8   | AST  | Astana Team             |
| 11-18 | EUS  | Euskaltel-Euskadi       |
| 21-28 | CTT  | Cervélo TestTeam        |
| 31-38 | QST  | Quick Step              |
| 41-48 | SAX  | Team Saxo Bank          |
| 51-58 | GCE  | Caisse d'Epargne        |
| 61-68 | FDJ  | Française des Jeux      |
| 71-78 | KAT  | Team Katusha            |
| 81-88 | ALM  | AG2R La Mondiale        |
| 91-98 | THR  | Team Columbia-High Road |

| N.      | Cod. | Squadra                |
| ------- | ---- | ---------------------- |
| 101-108 | LAM  | Lampre-N.G.C.          |
| 111-118 | RAB  | Rabobank               |
| 121-128 | BBO  | Bbox Bouygues Telecom  |
| 131-138 | GRM  | Team Garmin-Slipstream |
| 141-148 | LIQ  | Liquigas               |
| 151-158 | COF  | Cofidis                |
| 161-168 | SIL  | Silence-Lotto          |
| 171-178 | MRM  | Team Milram            |
| 181-188 | FUJ  | Fuji-Servetto          |
| 191-198 | MCO  | Contentpolis-AMPO      |

## Dettagli delle tappe

### 1ª tappa
- 6 aprile: Ataun > Ataun – 142 km

Risultati
| Pos. | Corridore         | Squadra      | Tempo    |
| ---- | ----------------- | ------------ | -------- |
| 1    | Luis León Sánchez | C. d'Epargne | 3h28'43" |
| 2    | Samuel Sánchez    | Euskaltel    | s.t.     |
| 3    | Jérôme Pineau     | Quick Step   | s.t.     |

| Pos. | Corridore         | Squadra      | Tempo    |
| ---- | ----------------- | ------------ | -------- |
| 1    | Luis León Sánchez | C. d'Epargne | 3h28'43" |
| 2    | Samuel Sánchez    | Euskaltel    | s.t.     |
| 3    | Jérôme Pineau     | Quick Step   | s.t.     |

### 2ª tappa
- 7 aprile: Ataun > Villatuerta – 169 km

Risultati
| Pos. | Corridore      | Squadra       | Tempo    |
| ---- | -------------- | ------------- | -------- |
| 1    | Jurij Trofimov | Bouygues Tel. | 4h12'46" |
| 2    | Rein Taaramäe  | Cofidis       | a 6"     |
| 3    | Ben Swift      | Team Katusha  | a 1'10"  |

| Pos. | Corridore          | Squadra      | Tempo    |
| ---- | ------------------ | ------------ | -------- |
| 1    | Luis León Sánchez  | C. d'Epargne | 7h42'39" |
| 2    | Aleksandr Kolobnev | Saxo Bank    | s.t.     |
| 3    | Jérôme Pineau      | Quick Step   | s.t.     |

### 3ª tappa
- 8 aprile: Villatuerta > Éibar – 163 km

Risultati
| Pos. | Corridore        | Squadra     | Tempo    |
| ---- | ---------------- | ----------- | -------- |
| 1    | Alberto Contador | Astana Team | 4h16'29" |
| 2    | Cadel Evans      | Silence     | a 9"     |
| 3    | Samuel Sánchez   | Euskaltel   | s.t.     |

| Pos. | Corridore        | Squadra     | Tempo     |
| ---- | ---------------- | ----------- | --------- |
| 1    | Alberto Contador | Astana Team | 11h59'08" |
| 2    | Samuel Sánchez   | Euskaltel   | a 9"      |
| 3    | Cadel Evans      | Silence     | s.t.      |

### 4ª tappa
- 9 aprile: Éibar > Güeñes – 152 km

Risultati
| Pos. | Corridore             | Squadra   | Tempo    |
| ---- | --------------------- | --------- | -------- |
| 1    | Michael Albasini      | High Road | 3h59'42" |
| 2    | Jurgen Van Den Broeck | Silence   | s.t.     |
| 3    | Christian Vande Velde | Garmin    | s.t.     |

| Pos. | Corridore        | Squadra     | Tempo     |
| ---- | ---------------- | ----------- | --------- |
| 1    | Alberto Contador | Astana Team | 16h00'16" |
| 2    | Samuel Sánchez   | Euskaltel   | a 8"      |
| 3    | Cadel Evans      | Silence     | s.t.      |

### 5ª tappa
- 10 aprile: Güeñes > Zalla – 162 km

Risultati
| Pos. | Corridore         | Squadra      | Tempo    |
| ---- | ----------------- | ------------ | -------- |
| 1    | Marco Pinotti     | High Road    | 4h15'56" |
| 2    | Ben Swift         | Team Katusha | a 19"    |
| 3    | Francesco Gavazzi | Lampre       | s.t.     |

| Pos. | Corridore        | Squadra     | Tempo     |
| ---- | ---------------- | ----------- | --------- |
| 1    | Alberto Contador | Astana Team | 20h16'31" |
| 2    | Samuel Sánchez   | Euskaltel   | a 8"      |
| 3    | Cadel Evans      | Silence     | s.t.      |

### 6ª tappa
- 11 aprile: Zalla – Cronometro individuale – 24 km

Risultati
| Pos. | Corridore        | Squadra      | Tempo   |
| ---- | ---------------- | ------------ | ------- |
| 1    | Alberto Contador | Astana Team  | 31'59"  |
| 2    | Antonio Colom    | Team Katusha | a 22"   |
| 3    | Samuel Sánchez   | Euskaltel    | a 0'45" |

| Pos. | Corridore        | Squadra      | Tempo     |
| ---- | ---------------- | ------------ | --------- |
| 1    | Alberto Contador | Astana Team  | 20h48'30" |
| 2    | Antonio Colom    | Team Katusha | a 30"     |
| 3    | Samuel Sánchez   | Euskaltel    | a 53"     |

## Evoluzione delle classifiche
| Tappa              | Vincitore          | Classifica generale | Classifica a punti | Classifica scalatori | Classifica sprint | Classifica squadre |
| ------------------ | ------------------ | ------------------- | ------------------ | -------------------- | ----------------- | ------------------ |
| 1ª                 | Luis León Sánchez  | Luis León Sánchez   | Luis León Sánchez  | Aitor Hernández      | Gorka Izagirre    | Caisse d'Epargne   |
| 2ª                 | Jurij Trofimov     | Luis León Sánchez   | Luis León Sánchez  | Aitor Hernández      | Manuel Vázquez    | Caisse d'Epargne   |
| 3ª                 | Alberto Contador   | Alberto Contador    | Luis León Sánchez  | Aitor Hernández      | Manuel Vázquez    | Caisse d'Epargne   |
| 4ª                 | Michael Albasini   | Alberto Contador    | Luis León Sánchez  | Aitor Hernández      | Michael Albasini  | Caisse d'Epargne   |
| 5ª                 | Marco Pinotti      | Alberto Contador    | Ben Swift          | Rein Taaramäe        | Egoi Martínez     | Caisse d'Epargne   |
| 6ª                 | Alberto Contador   | Alberto Contador    | Samuel Sánchez     | Rein Taaramäe        | Egoi Martínez     | Caisse d'Epargne   |
| Classifiche finali | Classifiche finali | Alberto Contador    | Samuel Sánchez     | Rein Taaramäe        | Egoi Martínez     | Caisse d'Epargne   |

## Classifiche finali

### Classifica generale
| Pos. | Corridore         | Squadra      | Tempo     |
| ---- | ----------------- | ------------ | --------- |
| 1    | Alberto Contador  | Astana Team  | 20h48'30" |
| 2    | Antonio Colom     | Team Katusha | a 30"     |
| 3    | Samuel Sánchez    | Euskaltel    | a 53"     |
| 4    | Cadel Evans       | Silence      | a 1'33"   |
| 5    | Luis León Sánchez | C. d'Epargne | a 1'48"   |
| 6    | Damiano Cunego    | Lampre       | a 1'53"   |
| 7    | Robert Gesink     | Rabobank     | a 1'57"   |
| 8    | Michael Rogers    | High Road    | a 2'20"   |
| 9    | Vincenzo Nibali   | Liquigas     | a 2'30"   |
| 10   | Roman Kreuziger   | Liquigas     | a 2'35"   |

### Classifica a punti
| Pos. | Corridore         | Squadra      | Punti |
| ---- | ----------------- | ------------ | ----- |
| 1    | Samuel Sánchez    | Euskaltel    | 61    |
| 2    | Alberto Contador  | Astana Team  | 59    |
| 3    | Luis León Sánchez | C. d'Epargne | 58    |
| 4    | Ben Swift         | Team Katusha | 50    |
| 5    | Christian Knees   | Team Milram  | 37    |

### Classifica scalatori
| Pos. | Corridore             | Squadra   | Punti |
| ---- | --------------------- | --------- | ----- |
| 1    | Rein Taaramäe         | Cofidis   | 37    |
| 2    | Aitor Hernández       | Euskaltel | 35    |
| 3    | Christian Vande Velde | Garmin    | 21    |
| 4    | David Moncoutié       | Cofidis   | 19    |
| 5    | Egoi Martínez         | Euskaltel | 14    |

### Classifica sprint
| Pos. | Corridore             | Squadra       | Tempo |
| ---- | --------------------- | ------------- | ----- |
| 1    | Egoi Martínez         | Euskaltel     | 6     |
| 2    | Jurij Trofimov        | Bouygues Tel. | 6     |
| 3    | Christian Vande Velde | Garmin        | 5     |
| 4    | Bingen Fernández      | Cofidis       | 4     |
| 5    | Marco Pinotti         | High Road     | 3     |

### Classifica squadre
| Pos. | Squadra                 | Tempo     |
| ---- | ----------------------- | --------- |
| 1    | Caisse d'Epargne        | 62h35'14" |
| 2    | Euskaltel-Euskadi       | a 1"      |
| 3    | Liquigas                | a 39"     |
| 4    | Team Columbia-High Road | a 4'10"   |
| 5    | Team Saxo Bank          | a 4'27"   |

## Punteggi UCI
| Pos.               | Corridore             | Squadra      | Punti |
| ------------------ | --------------------- | ------------ | ----- |
| 1                  | Alberto Contador      | Astana Team  | 112   |
| 2                  | Antonio Colom         | Team Katusha | 85    |
| 3                  | Samuel Sánchez        | Euskaltel    | 78    |
| 4                  | Cadel Evans           | Silence      | 64    |
| 5                  | Luis León Sánchez     | C. d'Epargne | 58    |
| 6                  | Damiano Cunego        | Lampre       | 41    |
| 7                  | Robert Gesink         | Rabobank     | 30    |
| 8                  | Michael Rogers        | High Road    | 21    |
| 9                  | Vincenzo Nibali       | Liquigas     | 10    |
| 10                 | Michael Albasini      | High Road    | 7     |
| Ben Swift          | Team Katusha          | 7            |       |
| 12                 | Marco Pinotti         | High Road    | 6     |
| Jurij Trofimov     | Bouygues Tel.         | 6            |       |
| 14                 | Christian Vande Velde | Garmin       | 5     |
| 15                 | Jurgen Van Den Broeck | Silence      | 4     |
| Rein Taaramäe      | Cofidis               | 4            |       |
| Roman Kreuziger    | Liquigas              | 4            |       |
| 18                 | Christian Knees       | Team Milram  | 2     |
| Jérôme Pineau      | Quick Step            | 2            |       |
| Francesco Gavazzi  | Lampre                | 2            |       |
| 21                 | Johannes Fröhlinger   | Team Milram  | 1     |
| Allan Davis        | Quick Step            | 1            |       |
| Aleksandr Kolobnev | Saxo Bank             | 1            |       |

| Pos.        | Squadra                 | Punti |
| ----------- | ----------------------- | ----- |
| 1           | Astana Team             | 112   |
| 2           | Team Katusha            | 92    |
| 3           | Euskaltel-Euskadi       | 78    |
| 4           | Silence-Lotto           | 68    |
| 5           | Caisse d'Epargne        | 58    |
| 6           | Lampre-N.G.C.           | 43    |
| 7           | Team Columbia-High Road | 34    |
| 8           | Rabobank                | 30    |
| 9           | Liquigas                | 14    |
| 10          | Bbox Bouygues Telecom   | 6     |
| 11          | Team Garmin-Slipstream  | 5     |
| 12          | Cofidis                 | 4     |
| 13          | Quick Step              | 3     |
| Team Milram | 3                       |       |
| 15          | Team Saxo Bank          | 1     |

| Pos.        | Nazione     | Punti |
| ----------- | ----------- | ----- |
| 1           | Spagna      | 333   |
| 2           | Australia   | 86    |
| 3           | Italia      | 59    |
| 4           | Paesi Bassi | 30    |
| 5           | Russia      | 7     |
| Svizzera    | 7           |       |
| Regno Unito | 7           |       |
| 8           | Stati Uniti | 5     |
| 9           | Belgio      | 4     |
| Estonia     | 4           |       |
| Rep. Ceca   | 4           |       |
| 12          | Germania    | 3     |
| 13          | Francia     | 2     |